# Renton (Écosse)
Pour les articles homonymes, voir Renton.
Renton est un village en Écosse dans le West Dunbartonshire, à l'ouest de Glasgow.
Le site était occupé dès l'âge du bronze, et le village a été fondé en 1762.
Lors du dernier recensement la population était de 2 138 habitants.

## Personnalités liées à Renton
- John O'Hare y est né en 1946.
- Tom Vallance y est né en 1856.

## Sport
Le club de football Renton Football Club était basé dans la ville.